# 埃維亞灣

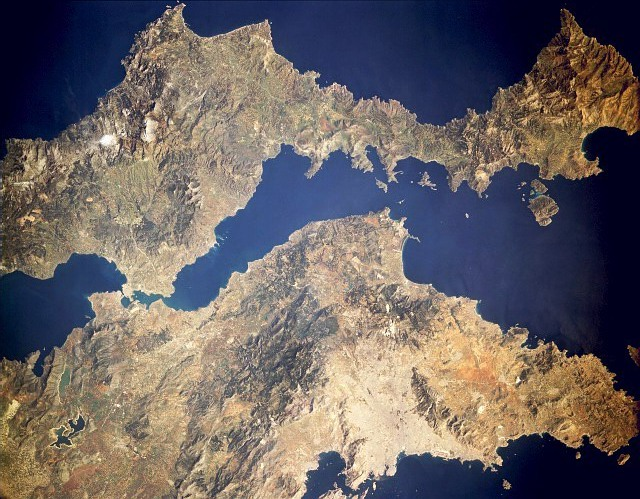
埃维亚湾的卫星照片

埃維亞灣（希臘語：Ευβοϊκός Κόλπος）是希臘的海灣，位於埃维亚岛和該國大陸的愛琴海，被埃夫里波斯海峡分為南北兩部分，北埃維亞灣長80公里、寬24公里，南埃維亞灣長48公里、寬14公里。